# Троицко-Количьово
Троицко-Количьово (на руски: Троицко-Колычёво) е село в Селивановски район на Владимирска област в Русия. Влиза в състава на Малишевската селска община.

## География
Селото се намира на 14 км югозападно от центъра на общината, село Малишево, и на 40 км югозападно от районния център, работническото селище Красная Горбатка.

## История
През 1576 г. село Количьово е дадено във владение на Троицко-Сергиевския манастир от княгиня Уляна Холмска и оттогава се нарича Троицко-Количьово. Според регистрите на манастира от 1593 г. в селото съществува църква „Николай Чудотворец“. В по-късните данъчни книги от 1628 – 30 г. се споменава за нова църква със същото име, построена близо до старото място. В документите на Рязанската епархия за 1676 г. в Количьово има отбелязана църква, 34 селски и 6 бобилски къщи. През 1850 г. вместо дървената църква, със средства на търговеца Н. Фьодоровски е построен каменен храм с камбанария. В края на 19 век местната енория се състои от селата Троицко-Количьово, Старо-Покровски, Лукинки, Поповки, Ново-Покровски, както и Фьодоровската фабрика за стъкло. В тях, според по църковните ведомости, живеят 650 мъже и 626 жени. От 1891 г. в село Количьово съществува църковно-енорийско училище, като през 1896 г. учащите са 40.
В края на 19 – началото на 20 век селото влиза в състава на Крюковска волост (тогавашна административна единица в Руската империя) на Меленковски уезд.
От 1929 г. селото е включено в Ивановския селски съвет на Селивановски район, а по-късно и до 2005 г. – в състава на Първомайския селски съвет.

## Население
| 1859 | 1926 | 2010 |
| ---- | ---- | ---- |
| 291  | 459  | 15   |

## Забележителности
В селото се намира недействащата църква „Николай Чудотворец“ (построена в периода 1850 – 1853 г.).